# Lonetree (Wyoming)
Lonetree es un lugar designado por el censo (CDP) en el condado de Uinta, Wyoming, Estados Unidos. La población fue de 61 en el censo de 2000. 

## Geografía
Lonetree está situado en las coordenadas 41°2′9″N 110°9′44″O / 41.03583, -110.16222
Según el United States Census Bureau, el CDP tiene un área total de 118,2 km ², de los cuales, 118,1 km² son tierra y tan sol 0,1 km ² (0.04% ) agua. 

## Demografía
Según el censo del 2000, había 61 personas, 16 hogares y 15 familias que residían en el CDP. La densidad de población era de 0.5 personas/km ². La composición racial del CDP era:
- 100.00% Blancos

Había 16 casas, de las cuales un 50.0% tenían niños menores de 18 años que vivían con ellos, el 81,3% eran parejas casadas que viven juntas, un 6.3% tenían un cabeza de familia femenino sin presencia del marido y un 6.3% eran no-familias. No había ninguna persona anciana de 65 años de edad o más. 
En el CDP la separación poblacional era con un 41.0% menores de 18 años, el 11,5% tenía entre 18 y 24 años, un 19.7% de 25 a 44, el 14.8% de 45 a 64, y el 13,1% tenía 65 años de edad o más. La edad media fue de 23 años. Por cada 100 hembras había 117.9 varones. Por cada 100 mujeres mayores de 18 años, había 100.0 varones. 
La renta mediana para una casa en el CDP era de $ 33.125, y la renta mediana para una familia era de $ 33.125. Los varones tenían una renta mediana de $ 28.125 contra los $ 18.750 para las hembras. El ingreso per cápita para el CDP era de $ 8.788. Hubo un 11,1% de las familias y el 8,6% de la población que vivía por debajo del umbral de pobreza, incluyendo el 13.2% de los menores y ningún anciano de más de 64 años

## Educación
La educación pública en la comunidad de Lonetree esta proporcionada por la Escuela del Distrito del Condado de Uinta # 4. El distrito cuenta con cuatro campus:
- Mountain View Elementary School
- Fort Bridger Elementary School
- Mountain View Middle School
- Mountain View High School